# Métamorphose du chef de la police politique
Métamorphose du chef de la police politique (Metamorfosis del jefe de la policía política) est un film chilien réalisé par Helvio Soto, sorti en 1973.

## Synopsis
En octobre 1972, engagé dans l'action du gouvernement d'Unité populaire tout en étant conscient des erreurs que celui-ci commet face à une droite soutenue par des sociétés multinationales américaines, le chef de la police est confronté au coup de force tenté par l'opposition agissant avec l'aide de mouvements fascistes.

## Fiche technique
- Titre : Métamorphose du chef de la police politique
- Titre original : Metamorfosis de un jefe de la policía
- Réalisation : Helvio Soto
- Scénario :  José María Nunes
- Photographie : Silvio Caiozzi
- Montage : Carlos Piaggio
- Durée : 105 min
- Pays :  Chili
- Date de sortie : 1973

## Distribution
- Marcelo Romo
- Patricia Guzmán
- Rafael Benavente
- Arnaldo Berrios

## Distinctions
- 1973 : Sélection au Festival de Cannes (Quinzaine des réalisateurs)